# Teminius monticola
Teminius monticola är en spindelart som först beskrevs av Bryant 1948.  Teminius monticola ingår i släktet Teminius och familjen sporrspindlar. Inga underarter finns listade i Catalogue of Life.